# Bristol Brigand
Le Bristol Brigand était un avion militaire britannique. Bombardier conçu durant la Seconde Guerre mondiale, il arriva en unités trop tard pour y participer, mais combattit durant le début de la guerre froide.

## Conception

### Opérateurs
- Royaume-Uni :
  - Royal Air Force (RAF)